# Buxtoniella bryani
Buxtoniella bryani är en insektsart som beskrevs av Frederick Arthur Godfrey Muir 1927. Buxtoniella bryani ingår i släktet Buxtoniella och familjen Lophopidae. Inga underarter finns listade i Catalogue of Life.